# Carl Emil Krarup
Carl Emil Krarup (* 12. Oktober 1872 in Kopenhagen; † 30. Dezember 1909 ebenda) war ein dänischer Bauingenieur, der im Telegrafenwesen arbeitete.
Seine Eltern waren gleichnamig Carl Emil Krarup (1841–1927) und Anna Johanne Henriette Bonnesen († 1909).
Carl Emil Krarup besuchte die höhere Bürgerschule, studierte ab 1890 in Christianshavn zunächst Philosophie und wechselte im Folgejahr zu einer ingenieurtechnischen Ausbildung, die er 1896 als Bauingenieur beendete. Anfangs arbeitete er als Assistent an seiner früheren Hochschule.
Er wurde dann leitender Ingenieur am Kopenhagener Amt für Straßen und Kanalisation und war für die technischen Anlagen verantwortlich. 1898 trat er als technischer Ingenieur-Aspirant zum staatlichen Telegrafenwesen über, stieg auf zum Leiter der Telegrafenstation von Fredericia und weiter zum Leiter der Telegrafenwerkstätten in Kopenhagen. 
1901 sandte die Behörde ihn an das Physikalische Institut der Würzburger Universität zu einem Studienaufenthalt, wo er an eisenumwickelten Kupferleitern experimentierte. J. S. Stone von AT&T hatte 1897 einen solchen patentiert (US-Patent 578,275). Franz Breisig hatte 1901 eine Eisen-Umwicklung mit einer offenen Helix vorgeschlagen. Krarup experimentierte mit geschlossenen Spiralen.  In Zeit hatte die Universität Kopenhagen eine Preisaufgabe über die Selbstinduktion elektrischer Leitungen ausgeschrieben. Krarup beteiligte sich am Wettbewerb und veröffentlichte im März 1902 an der Kopenhagener Universität eine Abhandlung, für die er den zweiten Preis erlangte. Über seine Auszeichnung kam er ins Gespräch mit Pedersen (Paul Ole oder Peder Oluf Pedersen?), der davon überzeugt war, dass Krarup mit seinem Vorschlag auf dem rechten Weg sei, und ihn förderte. Die Firma Felten & Guilleaume fertigte ein erstes, 4 km langes Kabel nach seinen Angaben, das durch den Oeresund zwischen dem dänischen Helsingör und schwedischen Hälsingborg verlegt wurde und am 18. November 1902 in Betrieb ging. Am 1. Dezember 1902 wurde Krarup zum Telegrafeningenieur ernannt.
Von 1902 bis 1906 war er als Direktor der Staatstelegrafie eingesetzt. Von 1903 bis 1905 leistete er Mithilfe beim Aufbau der funktelegrafischen Verbindung mit Island. 1903 richtete er beim weiteren Aufbau des norwegischen Telegrafenwesens eine funktelegrafische Verbindung mit den Lofoten ein. Er entwarf und errichtete Telefonämter, so zum Beispiel 1906 auf den Färöer und 1908 im russischen Baku.
Am 23. August 1904 heiratete er. 
Die Krarupkabel fanden bis etwa 1935 breite Anwendung. Ihre Herstellung war verhältnismäßig teuer, so dass sie durch die von Gustav Elmen ab 1924 gefertigten Permalloy-Kabel mit höherer Induktivität und durch die ab 1920 gebauten Pupin-Spulen verdrängt wurden.